# Dmitri Bulykin
Dmitri Olégovich Bulykin (en ruso: Дмитрий Олегович Булыкин; Moscú, Unión Soviética, 20 de noviembre de 1979) es un futbolista ruso, se desempeña como delantero. Actualmente se encuentra sin club, jugando por último con el FC Volga Nizhni Nóvgorod.

## Clubes
| Club                     | País         | Año       |
| ------------------------ | ------------ | --------- |
| FC Lokomotiv Moscú       | Rusia        | 1997-2000 |
| FC Dinamo Moscú          | Rusia        | 2001-2007 |
| Bayer Leverkusen         | Alemania     | 2007-2008 |
| RSC Anderlecht           | Bélgica      | 2008-2009 |
| Fortuna Düsseldorf       | Alemania     | 2009-2010 |
| ADO Den Haag             | Países Bajos | 2010-2011 |
| Ajax Ámsterdam           | Países Bajos | 2011-2012 |
| FC Twente                | Países Bajos | 2012-2013 |
| FC Volga Nizhni Nóvgorod | Rusia        | 2013-2014 |

## Palmarés
FC Lokomotiv Moscú
- Copa de Rusia: 1999, 2000

Ajax Ámsterdam
- Eredivisie: 2011-12